# Centre d'art Bastille
Le Centre d'art bastille (Cab) est un lieu d'exposition situé à Grenoble, consacré à l'art contemporain. Situé au cœur de la Bastille de Grenoble, le Centre d’art Bastille est accessible par téléphérique depuis le centre-ville de Grenoble et présente des expositions tant collectives que personnelles.

## Organisation
Géré par une association loi de 1901, ce petit centre d'art est installé depuis le 22 juin 2006 sur le site de la Bastille, dans les casemates d'un ancien fort dominant la ville, juste en dessous de la terrasse des géologues et à proximité immédiate de la gare d'arrivée du téléphérique de Grenoble.
Le centre sera ouvert du mercredi au dimanche de 13h à 17h pendant le mois de mai 2021, puis de 11h à 17h pendant le mois de juin 2021, avant de rebasculer sur des horaires d'ouvertures normaux pour la période juillet - août 2021, de 11h à 18h toute la semaine sauf le lundi.
Une participation financière d'un euro est demandée à chaque visiteur adulte.
Durant l'été 2013, le centre a enregistré son 100 000e visiteur et comptabilise 115 000 visiteurs cumulés pour son dixième anniversaire en 2016. Des visites commentées sont également proposées aux visiteurs.

## Expositions temporaires
- Anita Molinero, Simen se la coule douce - 19 mai au 5 septembre 2021
- Nøne Futbol Club, Rise & Fall - 20 septembre 2020 au 3 janvier 2021
- Nelson Pernisco, Oui la nuit rêve dans le minéral - 27 juin au 30 août 2020
- Hugo Scibetta, Projet 2153
- Thomas Teurlai + Project Room : Laura Villena & Fabien Viola - 27 octobre 2019 au 5 janvier 2020
- Julien Berthier, Bien Urbain - 23 juin au 1er septembre 2019
- Vincent Mauger, Les terrains incertains - 7 avril au 9 juin 2019
- Théo Massoulier + Project Room : Julie Escoffier, nanogénèse - 28 octobre 2018 au 6 janvier 2019
- Wilfrid Almendra, Because it dessolves in water - 8 juillet au 20 septembre 2018
- Jeanne Susplugas, She’s lost control again - 29 avril au 24 juin 2018
- Maxime Bondu, Soleil vert, lune bleue, pluie rouge - 25 février au 15 avril 2018
- Stories from nowhere - 8 octobre au 7 janvier 2018[5]
- Sentimental Summer, Vincent Broquaire, Guillaume Cabantous, Laurent Le Deunff, Theo Mercier, Olivier Millagou, Adrien Missika, Hans Op de Beeck, Elsa Werth - 2 juillet – 24 septembre 2017[6]
- Faire des tas - 9 octobre au 8 janvier 2017
- Sous le soleil exactement, coucher de soleil et lever de rideau - 2 juillet au 25 septembre 2016
- Notre histoire - 9 avril au 19 juin 2016
- Infiltrations - 24 mai au 6 septembre 2015
- Arnaud Maguet - 26 avril au 22 juin 2014
- After Howl - 16 février au 13 avril 2014
- Là où naissent les fantômes, Laurent Pernot - 23 juin au 9 septembre 2012
- Dotcom - 7 avril au 10 juin 2012
- Elisa Pône, Mauvaise Fièvre - 11 février au 1er avril 2012
- Johnston Foster - 18 septembre au 5 décembre 2010
- Regards - 1er juillet au 12 septembre 2010
- Delphine Gigoux-Martin - 27 mars au 13 juin 2010
- Les Impromptus Encore ! (du désir au plaisir) 17 mars au 21 mars 2010
- Les Impromptus - Part 2
- Les Impromptus - Part 1
- La différence - 14 novembre 2009 au 3 janvier 2010
- Faux-semblants - 19 septembre - 8 novembre 2009
- "Ce qu’il s’est passé..." du 13 au 18 mars - salle Lesdiguières
- Animated - 12 juin au 6 septembre 2009
- Estefanía Peñafiel-Loaiza - 13 mars au 31 mai 2009
- "exhaler" - 31 janvier/15 février
- Happy Together, an american dream 15 novembre - 4 janvier
- Fragile (de l’art du) - 20 septembre au 9 novembre 2008
- Pierre Ardouvin - 5 juillet au 7 septembre 2008
- Les mondes disparus - 3 mai au 29 juin 2008
- Jan Kopp - 8 mars au 27 avril 2008
- Coincoin Production - 11 février au 18 février 2008
- Johnston Foster - 17 novembre au 6 janvier 2008
- Fred Sandback - musée de Grenoble – (17 novembre - 23 décembre)
- L’amorce ou la partition des possibles - 15 septembre au 11 novembre 2007
- Lilian Bourgeat - 7 juillet au 9 septembre 2007
- Nébuleuses - 5 mai au 1er juillet 2007
- Julien Prévieux - 10 mars au 28 avril 2007
- Les impromptus - 3 février au 4 mars 2007
- Bill Viola - 17 novembre au 17 décembre 2006
- Extraits - 23 septembre au 12 novembre 2006
- Anthony McCall - 22 juin à mi-septembre 2006